# 定武高速公路
定边－武威高速公路，简称定武高速，中国国家高速公路网编号为G2012，是G20国道的联络线之一，自盐池，经中宁至武威，途经宁夏、甘肃两省，目前宁夏段已通车，甘肃段在建中。

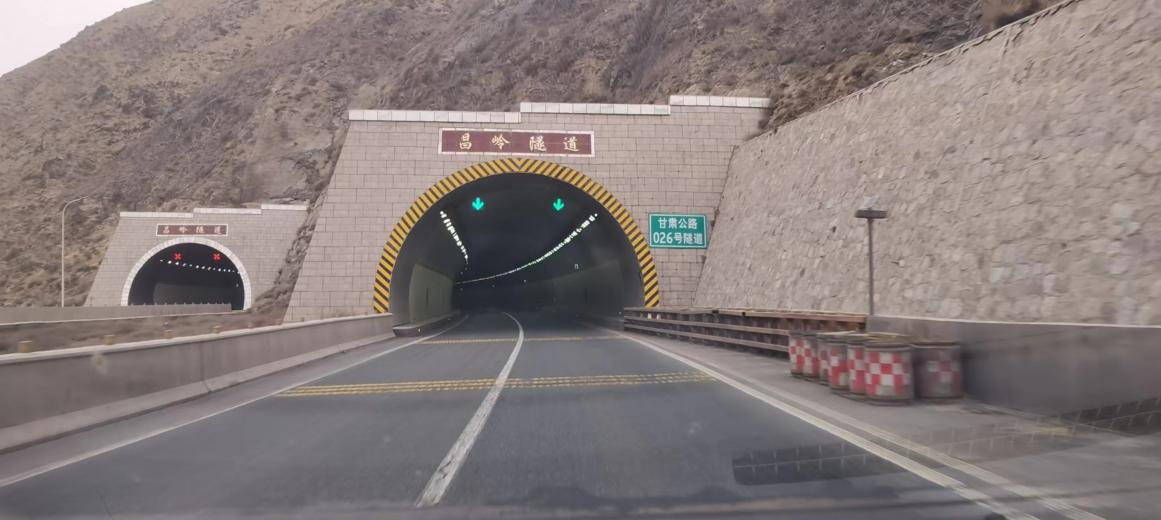
昌岭隧道